# Dorfkirche Buskow

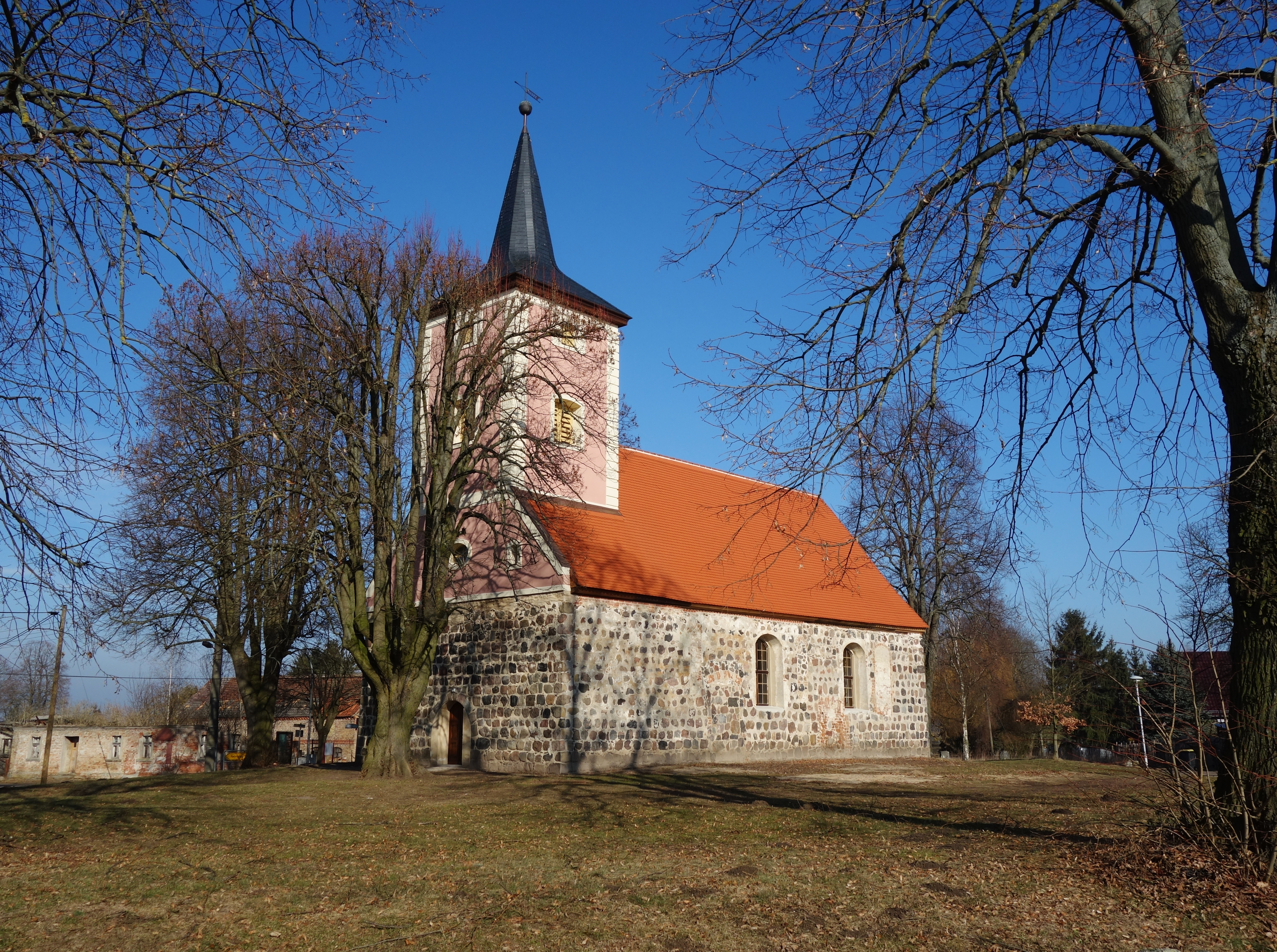
Dorfkirche in Buskow (2017)

Die Dorfkirche Buskow ist eine der ältesten Kirchen im Ruppiner Land. Es handelt sich um eine in der zweiten Hälfte des 13. Jahrhunderts erbaute rechteckige Feldsteinkirche im Dorf und Neuruppiner Ortsteil Buskow. Die frühgotische Saalkirche erfuhr bis heute mehrfache bauliche Veränderungen.

## Lage
Das Kirchengebäude steht benachbart zum Gut Buskow, an der Buskower Straße auf einem leicht erhöhten Dorfanger. An der Nordseite befindet sich – links von der an die Kirche angebauten Grablege – ein 1939/40 hierher transportierter und aufgestellter Findling aus Granit. Das Gotteshaus ist vom früheren Kirchhof umgeben, der zur Straße hin durch eine flache Feldsteinstützmauer abgeschlossen wird.

## Geschichte

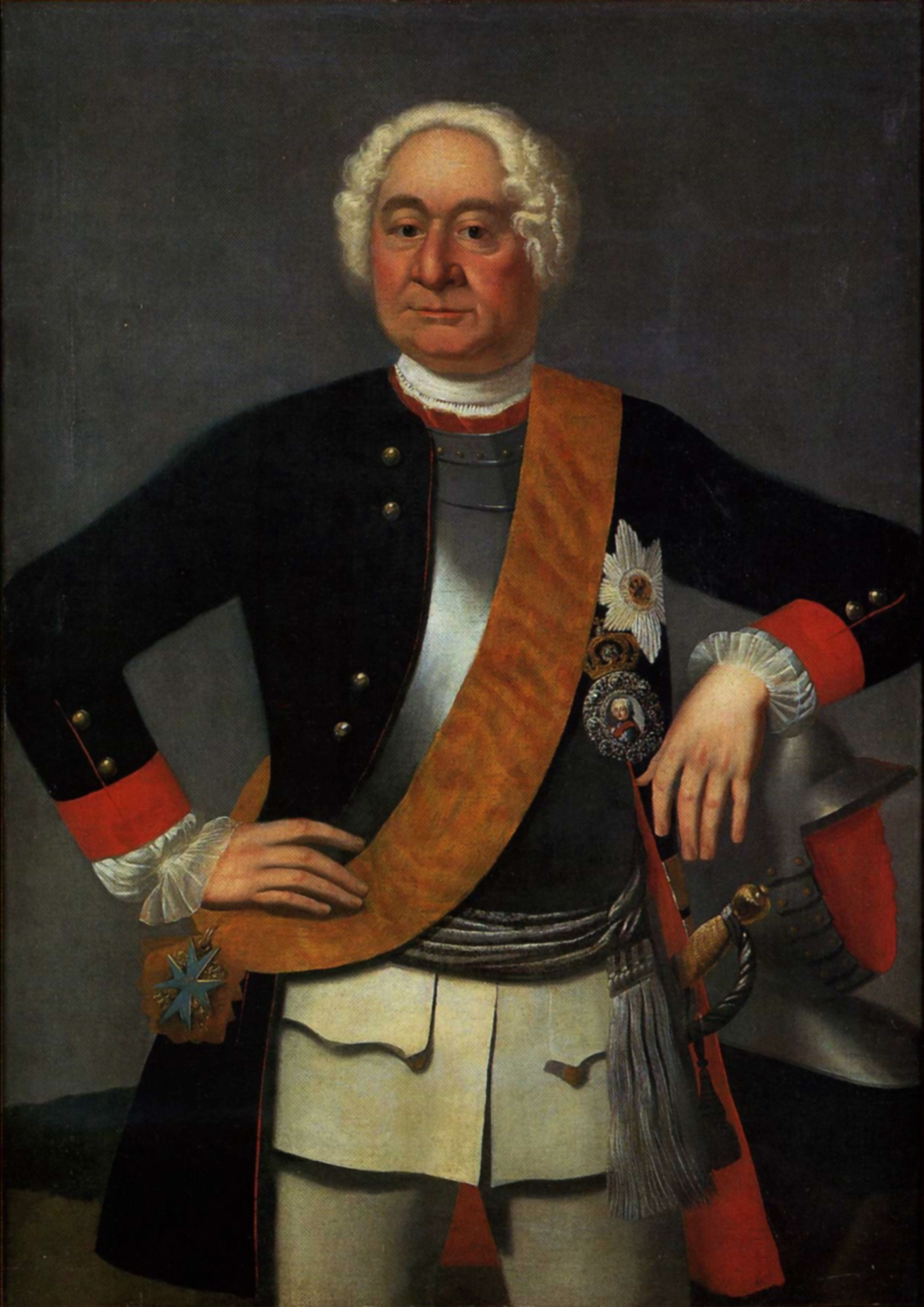
Friedrich Wilhelm von Dossow starb am 28. März 1758 und wurde in der Grablege der Dorfkirche beigesetzt.

Eine schriftliche Ersterwähnung der Pfarre findet sich für das Jahr 1355. In späteren Quellen wird sie als Tochterkirche von Walchow, zwischenzeitlich auch von Langen oder Wustrau bezeichnet, während das Kirchenpatronat geteilt war (von Wuthenow, Gühlen zu Kränzlin, von Zieten zu Wildberg). In späterer Zeit besaß allein das Gut Buskow das Patronatsrecht.
Die frühgotische Saalkirche aus Feldstein stammt aus der zweiten Hälfte des 13. Jahrhunderts. Das unregelmäßige Feldsteinmaterial könnte auf eine frühere Bauzeit deuten.
Während des 18. Jahrhunderts kam es zu mehrfachen Umbauten und Veränderungen: An der Nordfassade wurde eine Gruft angebaut. Sie beherbergt das Grab des Friedrich Wilhelm von Dossow († 1758), der seinen Lebensabend auf dem Gut Buskow verbracht hatte. An der Westseite ließ die Kirchengemeinde einen leicht eingezogenen, quadratischen Fachwerkturm errichten. Weiterhin wurden im selben Jahrhundert verschiedene Fenster und Eingänge entweder vergrößert oder zugemauert. Um 1877 wurde der Turm sowohl mit verputztem Mauerwerk verschalt als auch mit dem spitzen, schiefergedeckten Turmhelm versehen.
Im Jahr 1965 fand eine Restaurierung des Turms sowie des Inneren statt. Gleichzeitig wurde der Altarraum umgestaltet, wobei auch die barocke Kanzel von der Nordseite und die Südempore aus dem Beginn des 18. Jahrhunderts entnommen wurden.
Nach der deutschen Wiedervereinigung, 2011 folgte eine erneute Innen-Restaurierung, um 2014 eine Instandsetzung des Fachwerkturmes und zu 2016 eine umfassende Sanierung des Kirchengebäudes.

## Beschreibung
Es handelt sich um eine rechteckige, frühgotische Saalkirche aus Feldsteinmauerwerk mit Satteldach.

### Außen
Der Eingang befindet sich unter dem Turm im Westen. Das gedrückt rundbogige Portal besitzt eine Feldsteinlaibung. Der Fachwerkturm ist barock und wurde später mit verputztem Ziegelmauerwerk versehen, daran eine Gliederung aus Lisenen und Faschen. Beim Dach des Turmes handelt es sich um einen schiefergedeckten, eingeknickten Spitzhelm.
Die an die Kirche angebaute Gruft für Friedrich Wilhelm von Dossow besteht aus Backstein und liegt an der Nordseite.
An der Ostseite finden sich drei schmale Spitzbogenfenster. Das mittige wurde vermutlich im 18. Jahrhundert vergrößert, während die seitlichen Fenster zugemauert wurden. Der Giebel zeigt eine backsteingerahmte Spitzbogenöffnung und eine Kreuzblende.
Im Süden liegen zwei zugemauerte Eingänge, das ehemalige Gemeindeportal und die Priesterpforte. Daneben bestehen Reste des Putzfugennetzes.

### Innen
Der Innenraum besitzt eine Putzdecke. Das heutige Chorfenster gehört zu den Änderungen von 1965.

## Ausstattung
Nur einfach ist die Ausstattung im Inneren. Teile des Gestühls und die Westempore (letztere 2007 restauriert) mit der Orgel (Albert Hollenbach, 1888) stammen aus der zweiten Hälfte des 19. Jahrhunderts. Ein hölzerner Taufstein stammt aus dem 19. Jahrhundert. Im Altarraum befinden sich ein Altar ohne Aufbau, eine Kanzel sowie ein Taufbecken. Auch sie kamen wie das Chorfenster mit den Änderungen von 1965 dazu.
In der Glockenstube des Kirchturms gibt es zwei Glocken, die auf 1586 und 1709 datieren.

## Nutzung
Die Kirche gehört zum Pfarrbereich der Gesamtkirchengemeinde Protzen-Wustrau-Radensleben (PROWURA) im Kirchenkreis Wittstock-Ruppin der Evangelischen Kirche Berlin-Brandenburg-schlesische Oberlausitz (EKBO).

## Galerie

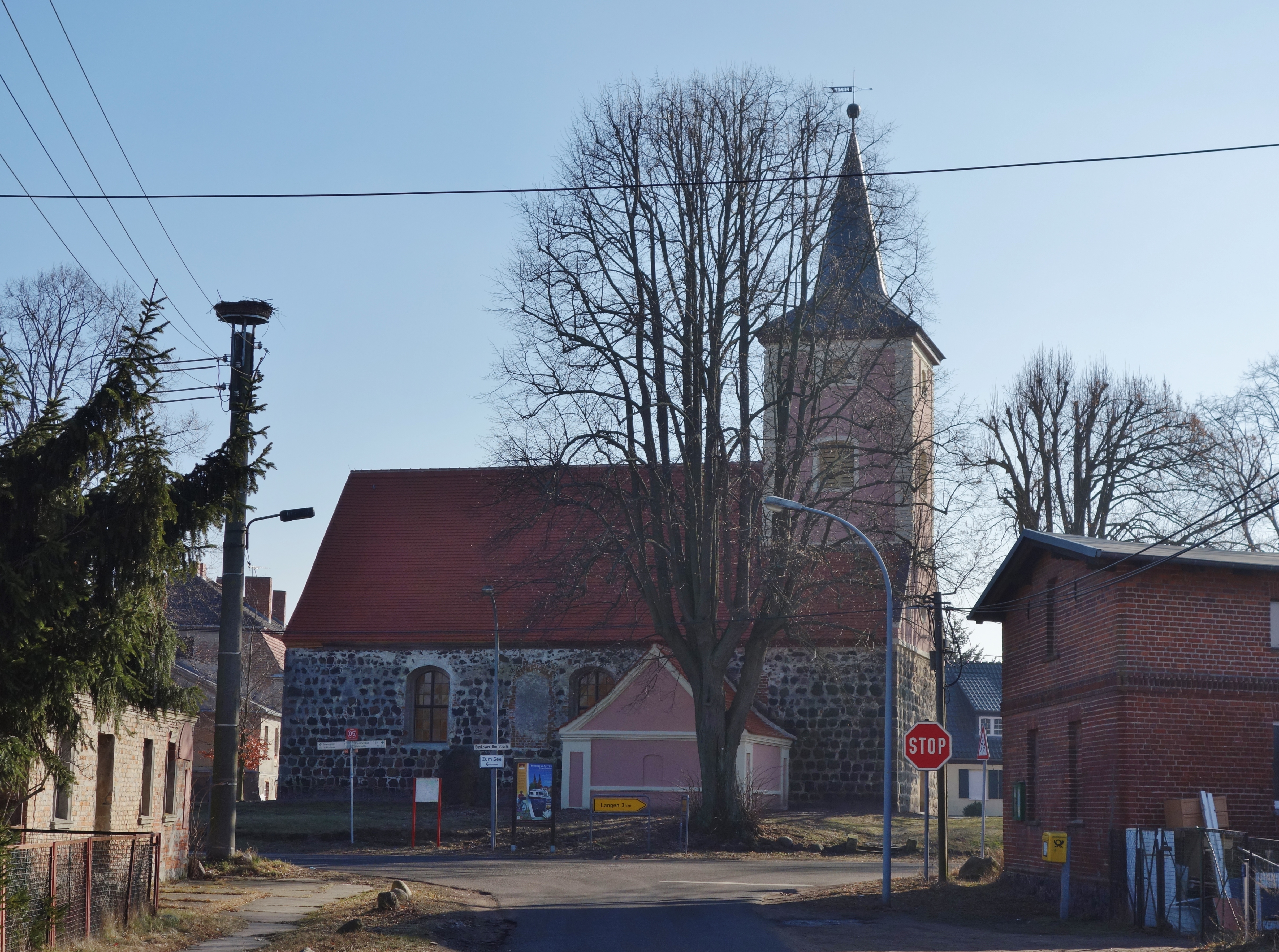
Kirche im Dorfkontext
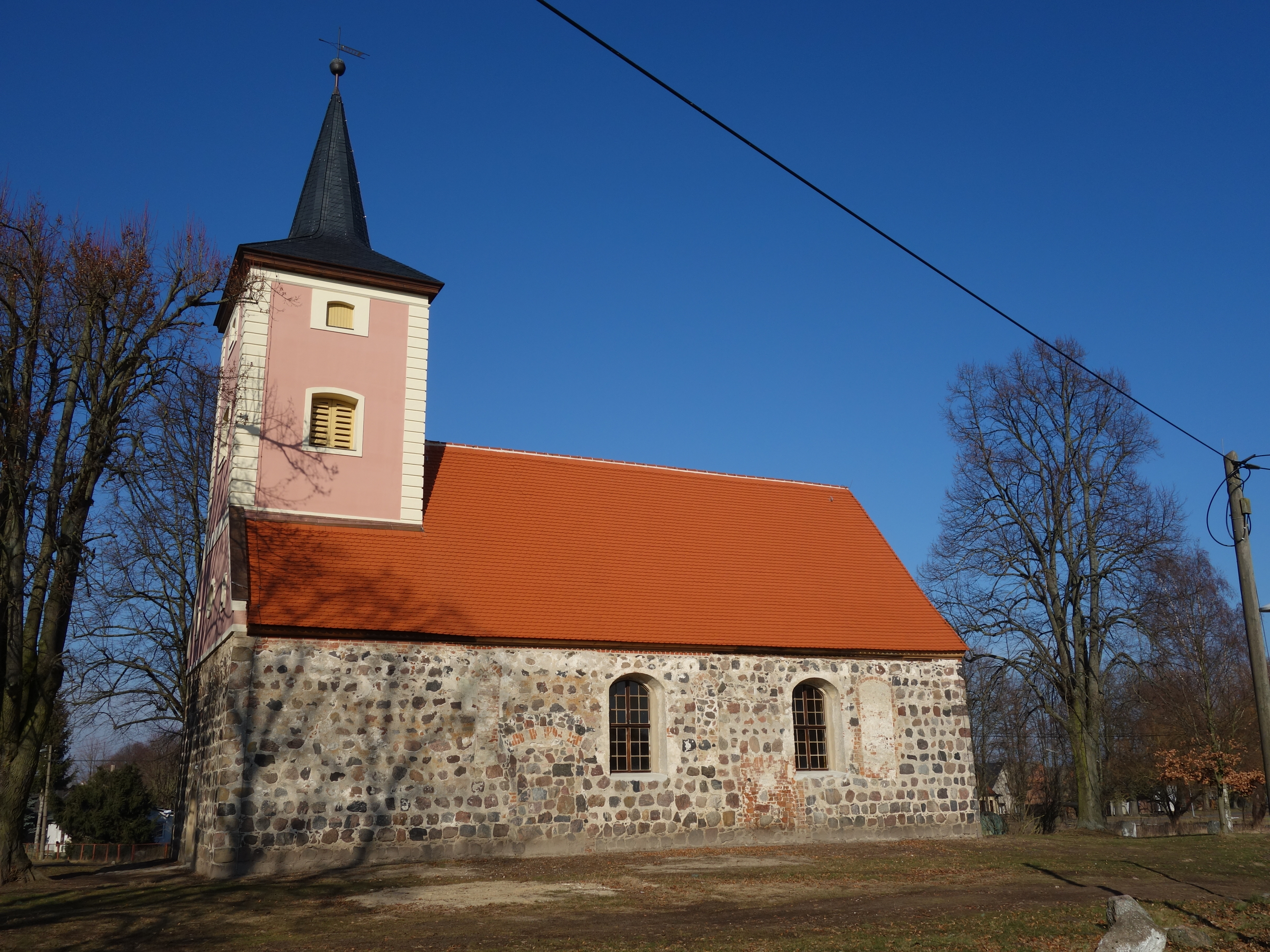
Südseite
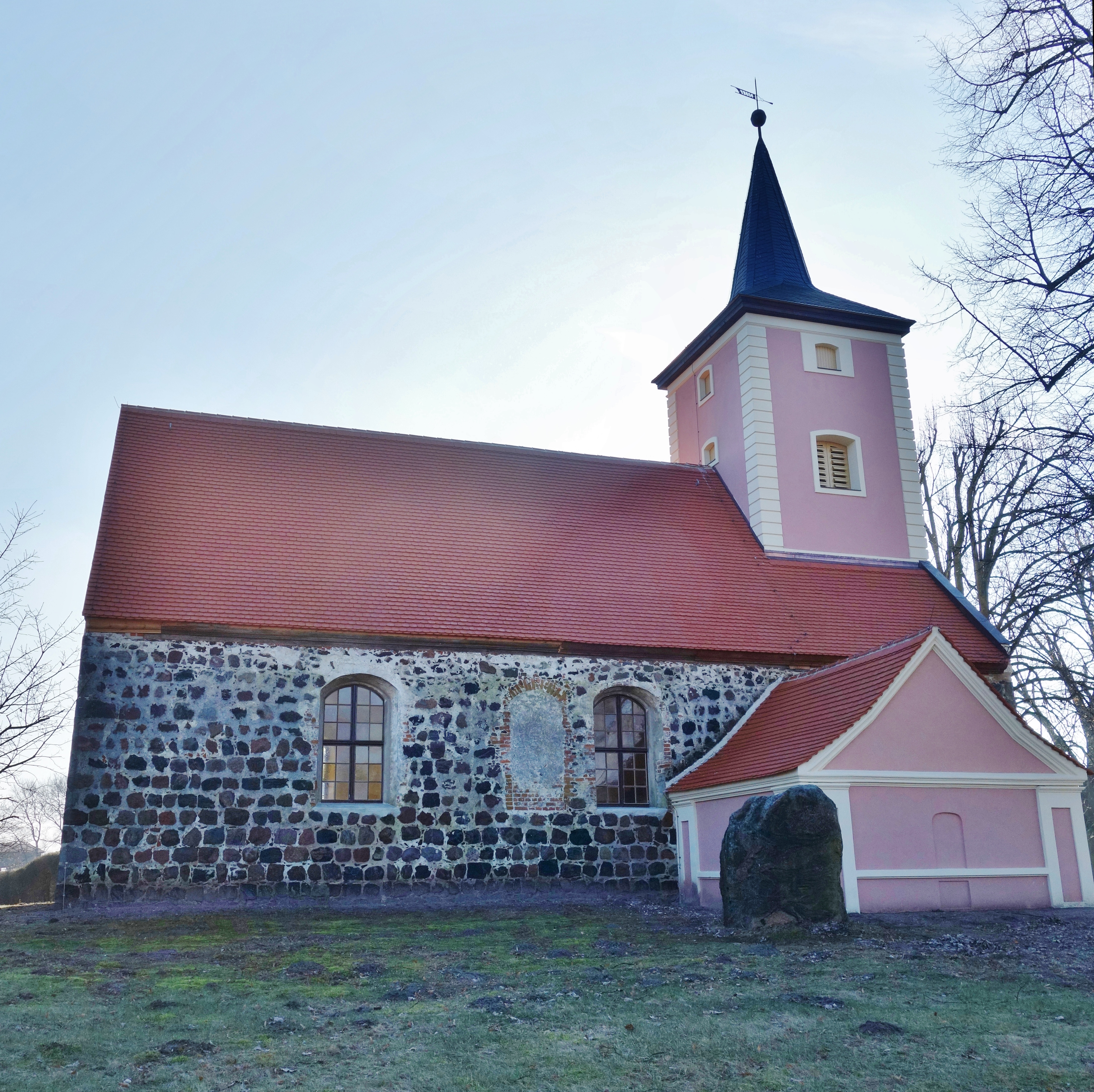
Nordseite
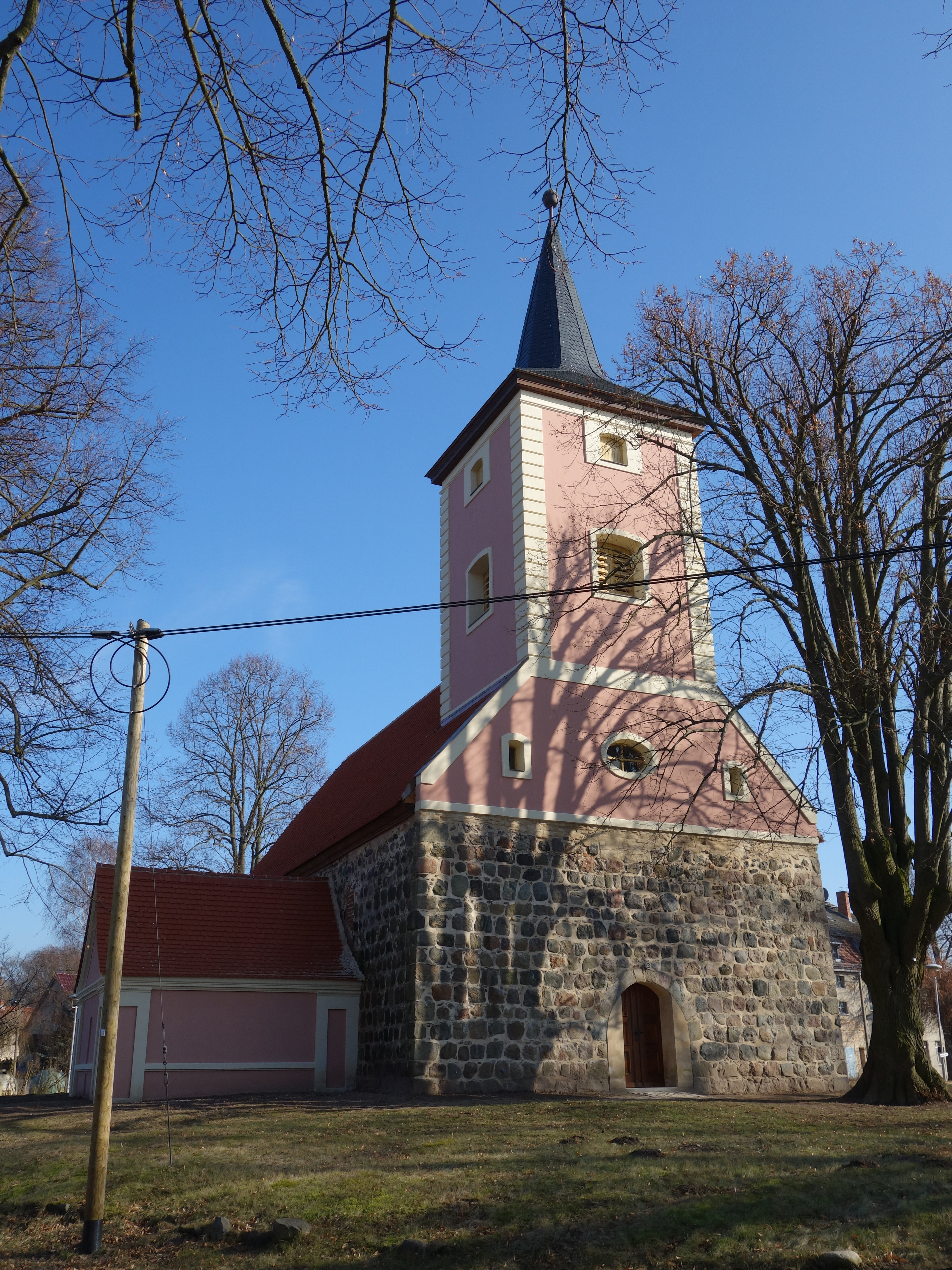
Westseite mit Turm und Eingangsportal
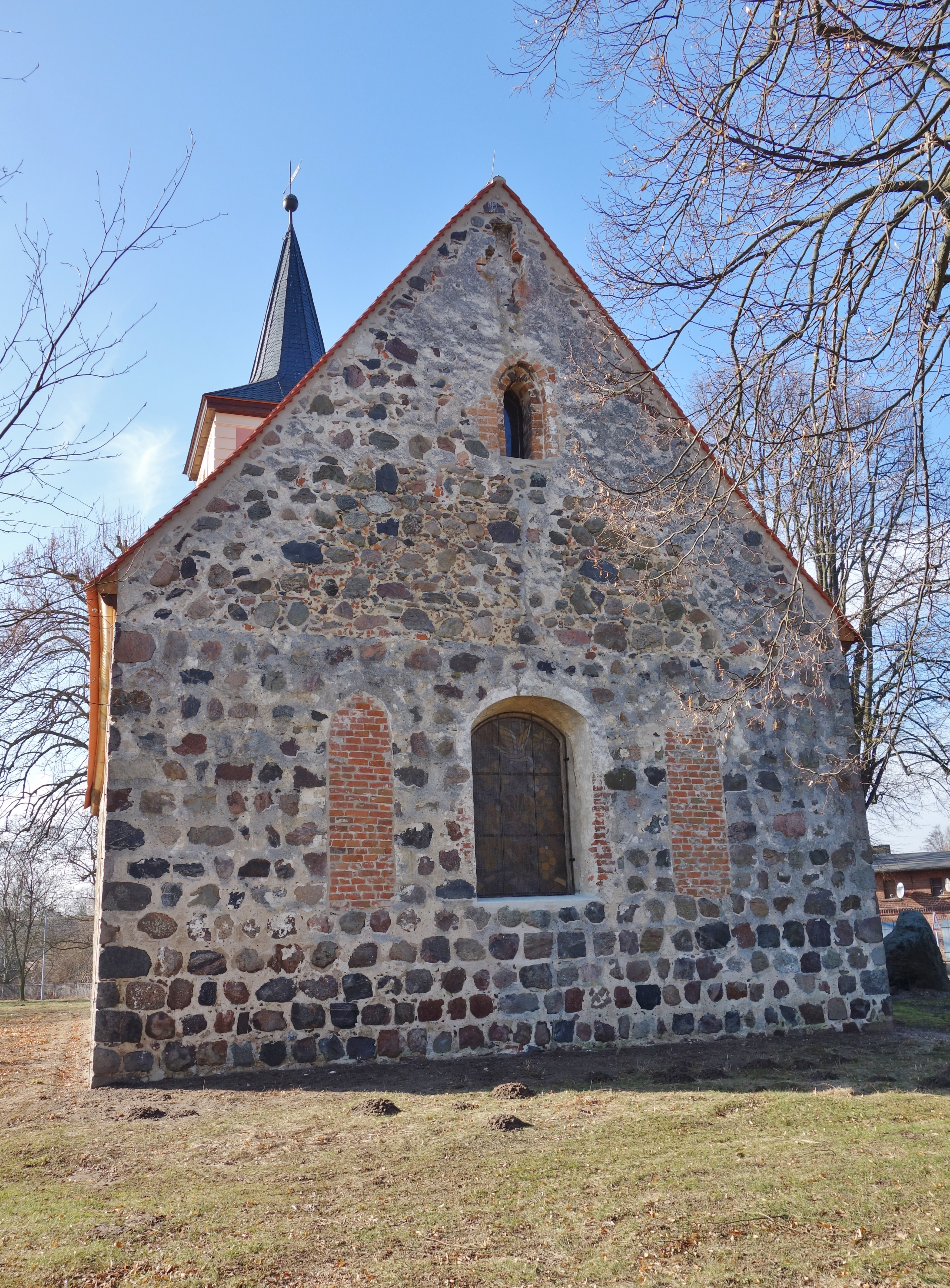
Ostseite
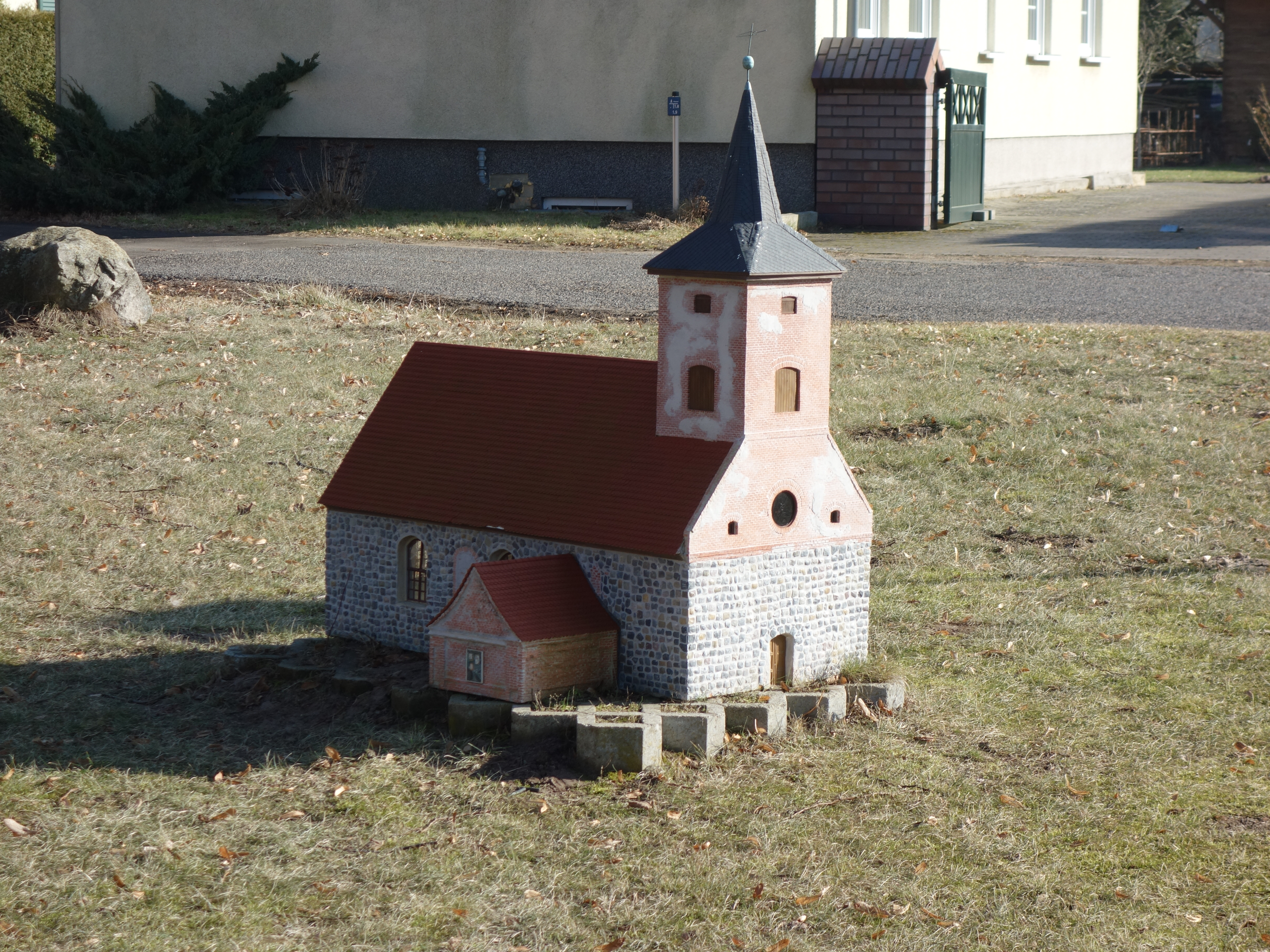
Modell der Kirche
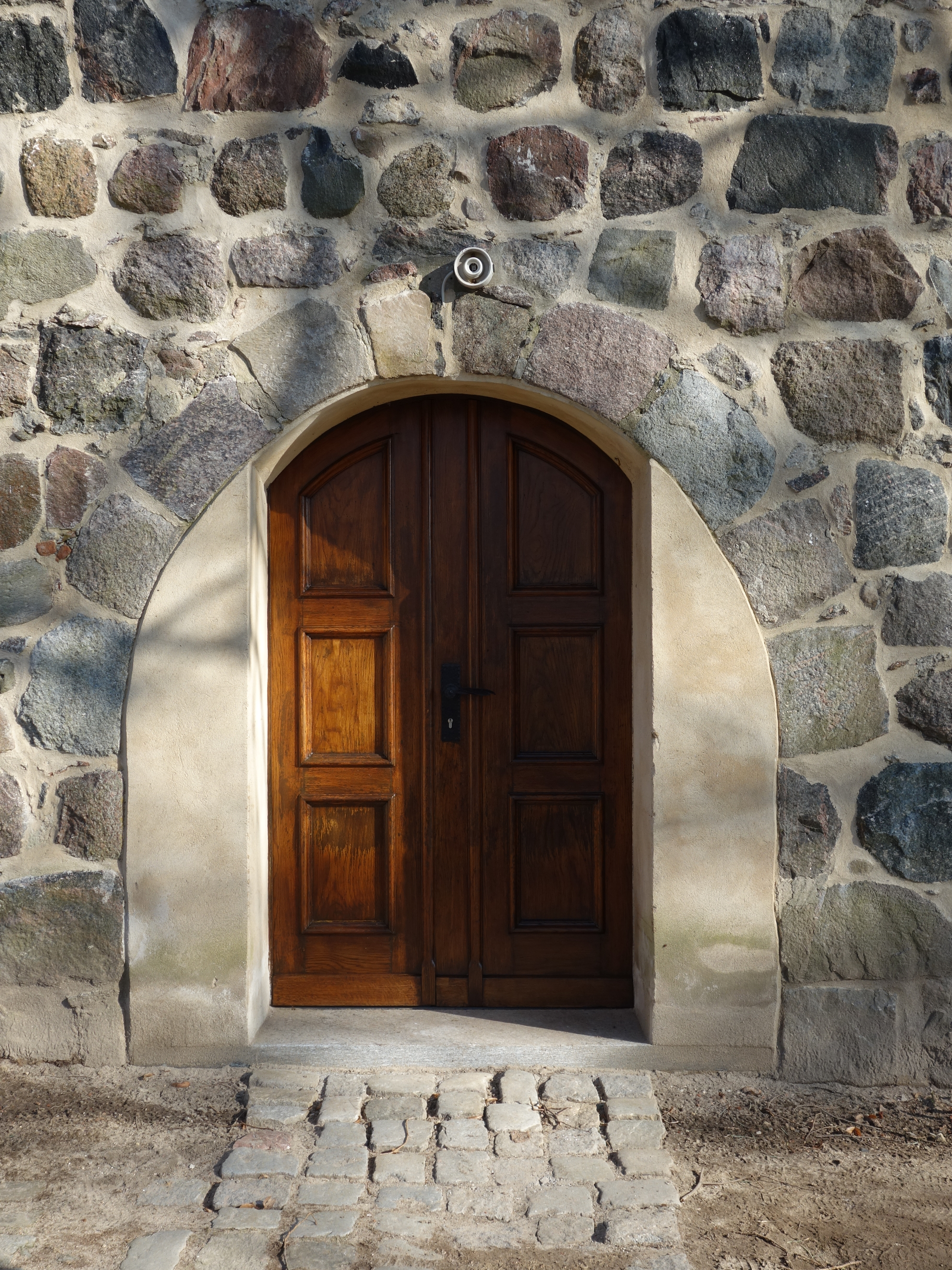
Eingangsportal
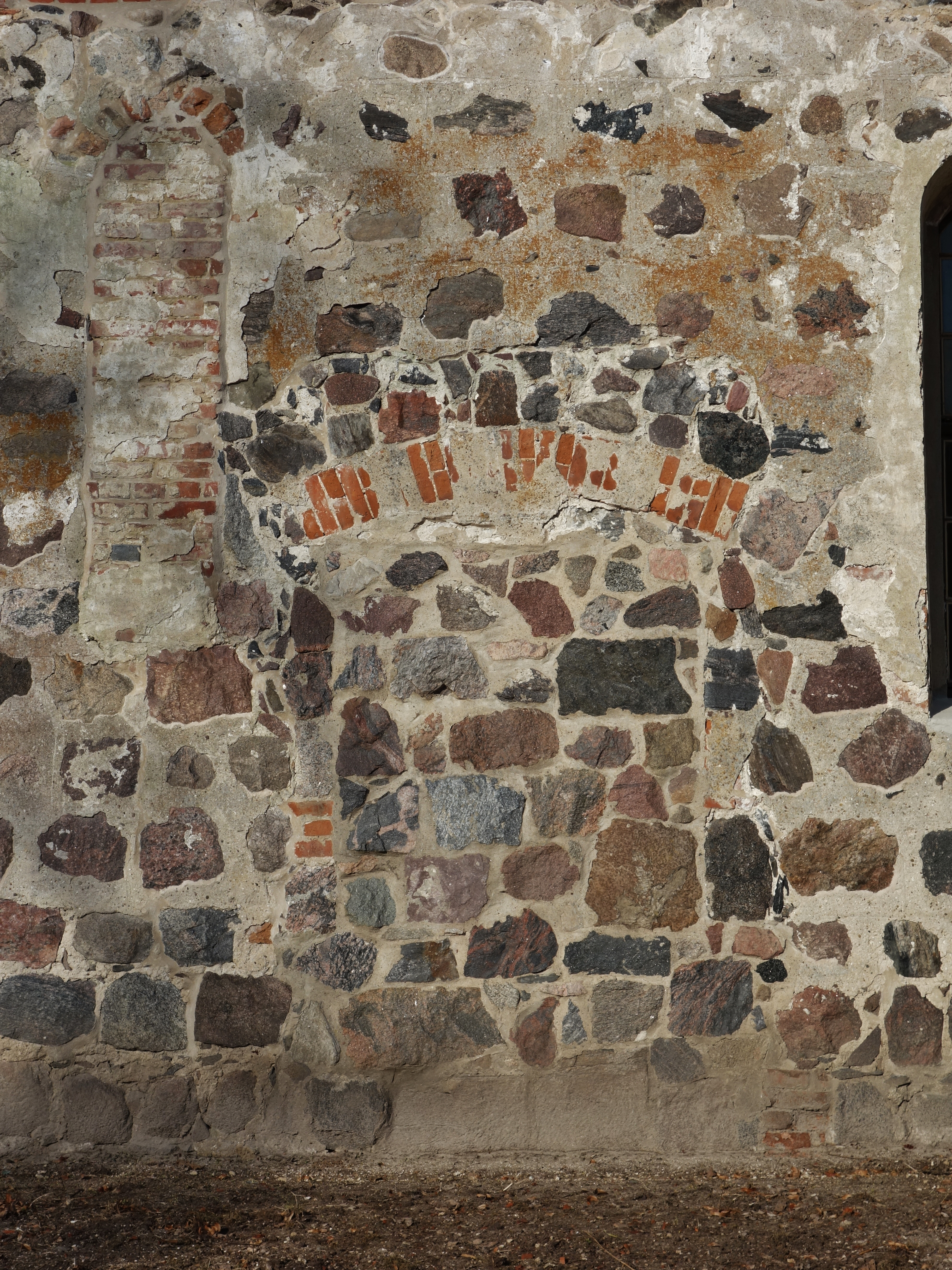
Vermauertes Portal auf Südseite links
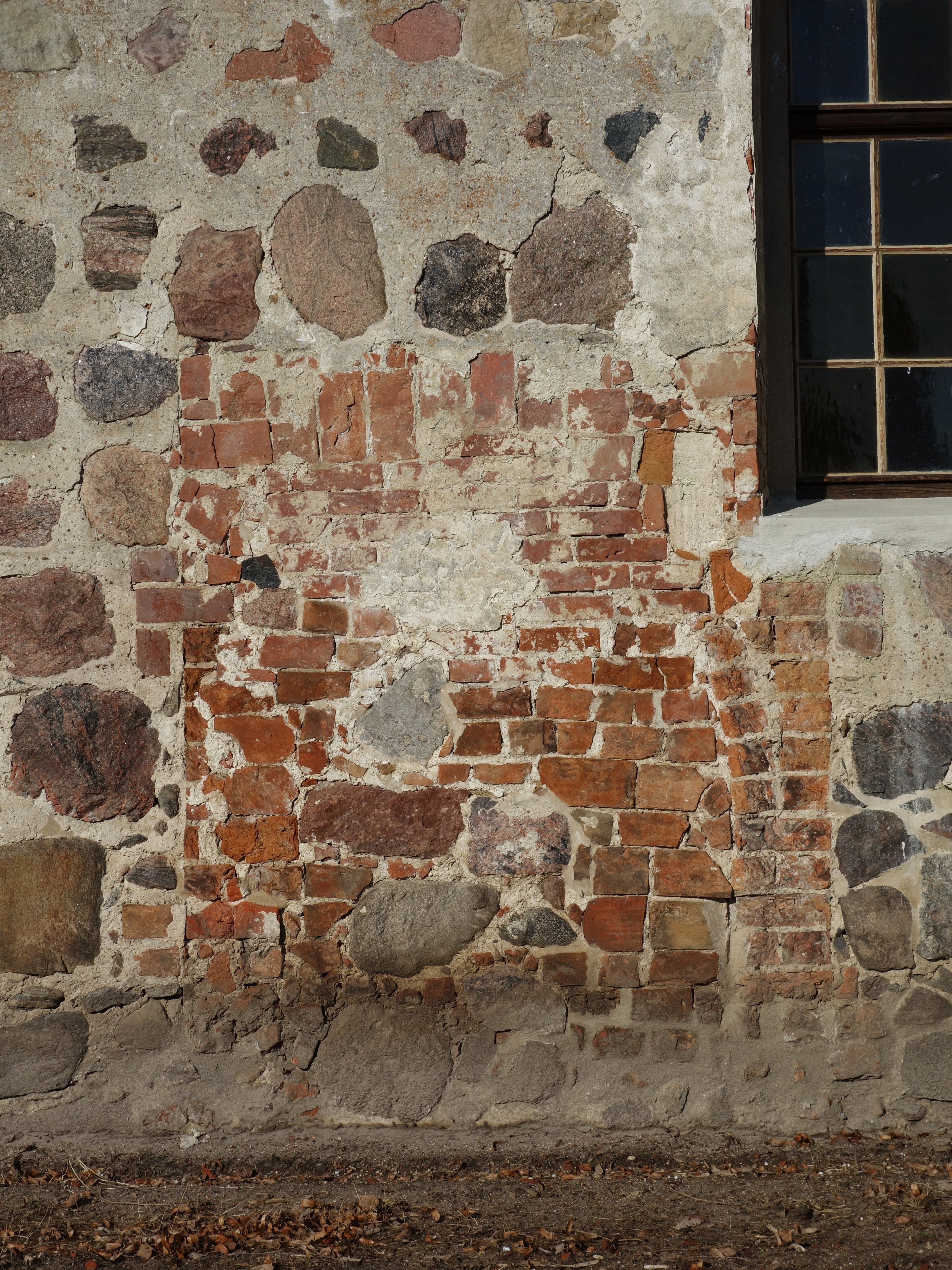
Vermauertes Portal auf Südseite rechts